# Kathy McMillan
Kathy Laverne McMillan-Ray, ameriška atletinja, * 7. november 1957, Raeford, Severna Karolina, ZDA.
Nastopila je na poletnih olimpijskih igrah leta 1976, kjer je osvojila srebrno medaljo v skoku v daljino. Na panameriških igrah je osvojila zlati medalji v letih 1979 in 1983.